# Всемирная история экономической мысли
Всеми́рная исто́рия экономи́ческой мы́сли — многотомное научное произведение. Издание было осуществлено в 1987-1997 годах издательством «Мысль» (Москва).
Книга является беспрецедентной по масштабу (6 тт., один из них в 2-х кн.) и
количеству привлечённых участников (всего в издании участвовало более 100 авторов, в том числе из союзных республик и социалистических стран) попыткой исследования истории экономической науки.

## Характеристика
Первоначально издание задумывалось как подписное с периодичностью выхода — 1 том в год. В связи с экономическим кризисом в России в начале 1990-х годов издание растянулось на 10 лет.
В главную редакционную коллегию издания входили: В. Н. Черковец (главный редактор), Е. Г. Василевский, И. П. Фаминский, А. Г. Худокормов (заместители главного редактора), В. В. Дроздов (учёный секретарь), Р. М. Нуреев, В. В. Радаев, Л. Н. Сперанская и др. Изданием каждого тома руководила особая редакционная коллегия с председателем, заместителем председателя и учёным секретарём.
Издание отличается чрезвычайно сложной структурой: каждый том делится на части, разделы, главы и параграфы.
Идеологически произведение выдержано в марксистском духе:
- «Вторая половина 70-х годов прошла под знаком глубокого кризиса буржуазной экономической мысли» (Т. V. Раздел II. Глава 4. § 1);
- «Всемирная история экономической мысли» исходит из концепции, что от классической политической экономии А. Смита — Д. Рикардо отпочковались и «пошли в рост» две ветви: одна — марксистская, сохраняющая традицию трудовой теории стоимости, другая — маржиналистская" (Т. VI. Кн.2. Всемирная экономическая мысль в пространстве и во времени (к завершению шеститомного издания «Всемирной истории экономической мысли»)).

Вместе с тем издание содержит массу объективных подробностей, какие зачастую отсутствуют в зарубежных трудах по данной проблематике.

## Содержание
- Т. I (1987). От зарождения экономической мысли до первых теоретических систем политической жизни (председатель редакционной коллегии тома — И. П. Фаминский). — 606 с.;
- Т. II (1988). От Смита и Рикардо до Маркса и Энгельса (председатель — Л. Н. Сперанская). — 574 с.;
- Т. III (1989). Начало ленинского этапа марксистской экономической мысли. Эволюция буржуазной политической экономии (конец XIX — начало XX в.) (председатель — Е. Г. Василевский). — 605 с.;
- Т. IV (1990). Теория социализма и капитализма в межвоенный период (председатель — В. В. Орешкин). — 590 с.;
- Т. V (1994). Теоретические и прикладные концепции развитых стран Запада (председатель — Ю. Я. Ольсевич);
- Т. VI (1997). Экономическая мысль социалистических и развивающихся стран в послевоенный период (40-е — первая половина 90-х годов) (председатель — В. В. Радаев):
  - Кн. 1. Отечественная экономическая наука. — 784 с.;
  - Кн. 2. Зарубежная экономическая наука — 224 с.